# Mercedes Santamarina
Mercedes Santamarina Gastañaga (Buenos Aires, 18 giugno 1896 – Buenos Aires, 23 maggio 1972) è stata una collezionista d'arte e mecenate argentina.
Una gran parte delle opere che appartennero alle sue proprietà fu da lei acquisita nel periodo in cui visse a Parigi. Tra i pezzi maggiori delle sue collezioni quadri del XIX secolo e vario artigianato prodotto tra il precedente e il secolo successivo. Furono poi donati ai musei di Buenos Aires e Tandil.

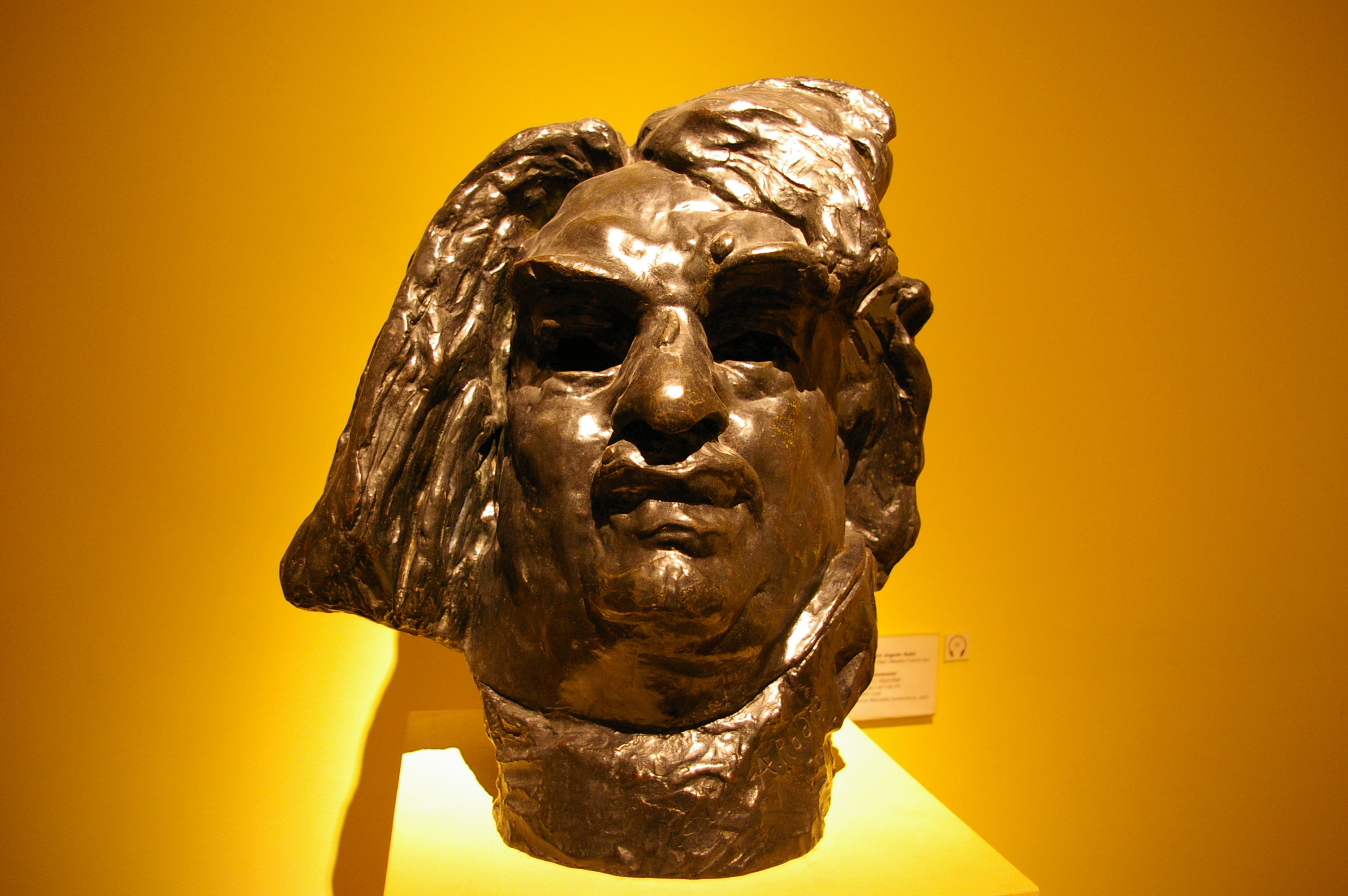
Auguste Rodin, Busto di Honoré de Balzac (Buenos Aires, Museo Nazionale delle Belle Arti).

## Famiglia
La famiglia dei Santamarina era originaria della Spagna, dove il nonno di Mercedes, Ramón Santamarina, nacque nel 1827 ad Ourense, in Galizia. Egli divenne orfano durante l'infanzia e trasferendosi all'età di 16 anni in Argentina, si stabilì a Tandil. Qui lavorò come allevatore e commerciante di bestiame. Da imprenditore, entrò quindi nel giro dei proprietari terrieri della regione e fondò nel 1890 un'azienda ancora oggi operante: la Santamarina e Hijos, diversificandosi nel settore immobiliare e affiliata alle grandi industrie e banche. Suo figlio Ramón Santamarina Alduncin (1861-1909) in seguito divenne presidente del Banco de la Nación Argentina, la più grande banca del paese. Dal suo matrimonio con Maria Sebastiana de Gastañaga Alduncin ebbe dieci figli, tra i quali Mercedes Santamarina che nacque sesta nel 1896. Uno degli zii di Mercedes Santamarina, Enrique Santamarina (1870-1937), ha ricoperto la carica di Vice Presidente dell'Argentina sotto José Evaristo Uriburu e Jorge Alejandro Santa Marina (1891-1953), e fu anche presidente del Banco de la Nacion Argentina, e poi Ministro delle Finanze. Un altro zio, Antonio Santamarina Irasusta (1880-1974), fu Senador ("senatore") al Congresso Nazionale dell'Argentina, e come Mercedes Santamarina anche un importante collezionista d'arte.